# Amphorophora rubitoxica
Amphorophora rubitoxica är en insektsart. Amphorophora rubitoxica ingår i släktet Amphorophora och familjen långrörsbladlöss. Inga underarter finns listade i Catalogue of Life.